# San Paolo Primo Eremita
San Paolo Primo Eremita är en dekonsekrerad kyrkobyggnad i Rom, helgad åt den helige Paulus Eremiten. Kyrkan är belägen vid Via Agostino Depretis i Rione Monti.
Kyrkan anses vara den sista barockkyrkan som uppfördes i Rom.

## Kyrkans historia
År 1669 övertog en grupp paulinermunkar en markegendom på denna plats på Viminalen. De lät uppföra en klosterbyggnad och en kyrka helgad åt Paulus Eremiten. År 1767 fick arkitekten Clemente Orlandi i uppdrag att bygga om kyrkan. Han ritade en fasad med inspiration från det borrominiska formspråket. Byggnaden fullbordades år 1773, men konsekrerades inte förrän i januari 1775. Munkarna fann dock med tiden klostret för litet och lämnade komplexet; påve Pius VII (1800–1823) överlät år 1801 kyrkan åt Conservatorio Pio della Santissima Trinità, en nunnekongregation, grundad av Caterina Marchetti år 1786. Denna kongregation tog hand om hemlösa flickor.
Italienska staten exproprierade klostret och kyrkan år 1873 och kyrkan dekonsekrerades. Därefter fungerade kyrkan som samlingssal för Roms kommuns hygieninstitut. I dag (2019) tillhör kyrkan Ministero dell'Interno, Italiens inrikesministerium.

## Exteriören
Fasaden är konkav och har pilastrar i kompositordning på höga socklar; dessa pilastrar bär upp ett tämligen lågt triangulärt pediment. Portikens joniska kolonner och pilastrar bär upp ett konvext entablement; kolonnernas och pilastrarnas festongkapitäl är dekorerade med korpar och lejon. Dessa djur förknippas med Paulus Eremitens helgonlegend. Varje dag förde en korp med sig bröd till Paulus; när han hade dött, grävde två lejon hans grav. På portikens tak håller två lejon i Huset Savojens vapen. Detta vapen tillkom efter kyrkans dekonsekrering år 1873. Dessförinnan hade lejonen stött ett palmträd med en korp.

## Interiören
Interiörens grundplan har formen av ett grekiskt kors. Samtliga konstverk och inventarier har avlägsnats från kyrkan. Kupolen är kassetterad. Förutom högkoret har interiören två sidokapell med absider.
Över högaltaret fanns tidigare en skulptur föreställande den helige Paulus Eremiten, attribuerad åt Andrea Bergondi. Denna skulptur var upplyst av en dold ljuskälla. Skulpturen finns numera i Minneapolis Institute of Art. Det högra sidokapellet hade en målning av Antonio Concioli, föreställande den helige Stefan av Ungern, medan det vänstra hade målningen Skyddsänglarna av Guillaume Courtois, kallad ”Il Borgognone”. Dessa två konstverk återfinns numera i kyrkan Sacro Cuore di Gesù a Castro Pretorio.
Högaltaruppsatsen av Domenico Romagnoli har flyttats till kyrkan Resurrezione di Nostro Signore Gesù Cristo i närheten av Spanska trappan. Stuckdekorationerna vid kupolens bas är utförda av Tommaso Righi, medan interiörens övriga stuckutsmyckning är ett verk av Domenico Giorgioli.

## Arkitektoniska influenser
Enligt Walther Buchowiecki har interiörens arkitektoniska formspråk likheter med Michelangelos Cappella Sforza i basilikan Santa Maria Maggiore.
Enligt den brittiske konsthistorikern Anthony Blunt påminner fasaden med dess portik om Berninis Sant'Andrea al Quirinale.
Den italienske konsthistorikern Antonio Federico Caiola menar, att Orlandi har tagit intryck av den romerska högbarockens mästare – Bernini, Francesco Borromini och Pietro da Cortona. Beträffande Bernini inspirerades Orlandi av flera olika sidokapell med dolda ljuskällor, vilka Bernini ritade för kyrkor i Rom: Cappella Raimondi i San Pietro in Montorio, Cappella Cornaro i Santa Maria della Vittoria och Cappella Altieri i San Francesco a Ripa. Det borrominiska arvet gör sig gällande i att den konvexa portiken ställs mot en konkav fasad; Borromini är bland annat känd för att kontrastera konvexa och konkava byggnadselement mot varandra. Vad gäller Pietro da Cortona har Orlandi influerats av hur Pietro i Santa Maria in Via Lata har infogat narthex mellan fasaden och interiören. I Pietros mästerverk, Santi Luca e Martina, har Orlandi låtit sig inspireras av interiörens fristående kolonner under kupolen. Caiola ser även en tydlig influens från Giovanni Battista Nollis konkava fasad till kyrkan Santa Dorotea i Trastevere.

## Bilder
| - Kyrkans portik med dess joniska kolonner och pilastrar. Kapitälen är dekorerade med korpar och lejon, vilka är förknippade med Paulus Eremitens helgonlegend. - San Paolo Primo Eremita (nummer 185) på Giovanni Battista Nollis topografiska karta över Rom från år 1748. Observera att denna karta publicerades före Clemente Orlandis ombyggnad. - Andrea Bergondi — Den helige Paulus Eremiten. |

## Bilder (arkitektoniska influenser)
| - Cappella Sforza, ritat av Michelangelo, i basilikan Santa Maria Maggiore. - Sant'Andrea al Quirinale, fasaden. - Cappella Raimondi i San Pietro in Montorio. - Cappella Cornaro i Santa Maria della Vittoria. - Cappella Altieri i San Francesco a Ripa. - Santi Luca e Martina, interiören med fristående kolonner. - Santa Dorotea, fasaden. |